# ムアンウッタラディット郡
座標: 北緯17度37分33秒 東経100度5分48秒 / 北緯17.62583度 東経100.09667度
ムアンウッタラディット郡（ムアンウッタラディットぐん、タイ語:อำเภอเมืองอุตรดิตถ์）は、タイ北部のウッタラディット県にある郡（アムプー）、ウッタラディット県の県庁所在地（ムアン）でもある。

## 名称
ウッタラディットは北の船着き場を意味する、現地では俗にターイット (タイ語: ท่าอิฐ) と呼ばれ、中国語ではこれを音写した程逸が使われる。日本語ではウタラディットとも。旧称ファーン、サワーンカブリー。

## 歴史
おおよそ4世紀ごろの青銅器のドラムが見つかっており、ウッタラディットにはそのころから人間の入植が見られた。
17世紀に外交使節としてアユタヤ王朝を訪れたフランス人は、スオウ (Caesalpinia sapan) の街として現在の市街地より北にあったファーンという街を記録している。
1767年、アユタヤ滅亡のあと、この地の寺院で修行していたルアン (タイ語: เรือน) という僧が還俗し、ファーン王 (タイ語: เจ้าพระฝาง) と名乗った。このファーン王は一時、ルアンパバーン、ヴィエンチャン、ナーン、プレー、ピッサヌロークまで支配下においたが、タークシン王に討伐された。
1887年、ラーマ5世（チュラーローンコーン）はこの地に足を運んだ際、ウッタラディットと改称し、ここに町を建設させた。1899年には同王によって県庁が現在のピチャイ郡からこちらへ移築された。1915年、ピチャイ県はウッタラディット県に改称し、名実ともにウッタラディットは県庁所在地となった。行政区分としてのウッタラディットは1938年までバーンポー郡と呼ばれていたが、以降、県名にあわせムアンウッタラディット郡と改称された。

## 地理
市はナーン川の形成した台地に位置する。
交通は、タイ国有鉄道北本線が南北に通っており、南のピッサヌロークと北のラムパーンを結んでいる。道路は国道11号線が南北に通っており、南はピッサヌローク、北はプレー県のデンチャイと結んでいる。国道102号線が市から西に延びておりシーサッチャナーライと結ばれている。

## 経済
郡内の主要な産業は農業で、主にタマリンドが作られている。

## 行政区分
郡内には17のタムボンがあり、その下位に154の村が存在する。市内には3つの自治体（テーサバーン）が設置されており以下のようになっている。
- テーサバーンムアン・ウッタラディット …… タムボン・ターイット
- テーサバーンタムボン・ワンカピー …… タムボン・ワンカピー
- テーサバーンタムボン・バーンダーンナーカーム …… タムボン・バーンダーンナーカーム

また郡内には15のタムボン行政体（オンカーンボーリハーンスワンタムボン）が存在する。
1. タムボン・ターイット …… タイ語: ตำบลท่าอิฐ
2. タムボン・ターサオ …… タイ語: ตำบลท่าเสา
3. タムボン・バーンコ …… タイ語: ตำบลบ้านเกาะ
4. タムボン・パーサオ …… タイ語: ตำบลป่าเซ่า
5. タムボン・タパオ …… タイ語: ตำบลคุ้งตะเภา
6. タムボン・ワンカピー …… タイ語: ตำบลวังกะพี้
7. タムボン・ハートクルワット …… タイ語: ตำบลหาดกรวด
8. タムボン・ナムリット …… タイ語: ตำบลน้ำริด
9. タムボン・ギウガーム …… タイ語: ตำบลงิ้วงาม
10. タムボン・バーンダーンナーカーム …… タイ語: ตำบลบ้านด่านนาขาม
11. タムボン・バーンダーン …… タイ語: ตำบลบ้านด่าน
12. タムボン・パーチュック …… タイ語: ตำบลผาจุก
13. タムボン・ワンディン …… タイ語: ตำบลวังดิน
14. タムボン・セーントー …… タイ語: ตำบลแสนตอ
15. タムボン・ハートギウ …… タイ語: ตำบลหาดงิ้ว
16. タムボン・クンファーン …… タイ語: ตำบลขุนฝาง
17. タムボン・タムチャローン …… タイ語: ตำบลถ้ำฉลอง